# Štrbské pleso
Štrbské pleso ( výslovnost) je nejtypičtější morénové ledovcové jezero, pleso na jižní straně Vysokých Tater na Slovensku. Nachází se v místě, kde se spojují Furkotská a Mlynická dolina na konci hřebenu Soliska v části Štrbské Pleso obce Štrba v okrese Poprad v Prešovském kraji na Slovensku.

## Popis jezera
Je to horské morénové jezero vzniklé činností ledovců, které je druhé největší na slovenské straně Vysokých Tater. Leží v nadmořské výšce 1346,6 m. Má rozlohu 19,67 ha, je 640 m dlouhé a 600 m široké. Dosahuje maximální hloubky 20 m. Jeho objem činí 1 299 400 m³.

## Vodní režim
Pleso nemá žádný povrchový přítok ani odtok. Potok Mlynica protéká 200 m východně. Severozápadně leží zarůstající Slepé pleso a jihovýchodně na Mlynici uměle hrazené Nové Štrbské pleso. Náleží do povodí Mlynice, ať už přímo nebo prostřednictvím jejího přítoku Lieskovce. Voda z něj v minulosti odtékala i do povodí Bielého Váhu. Díky činnosti člověka však dnes odtéká voda pod zemí jen do povodí Popradu. Voda u hladiny dosahuje průměrné roční teploty 6 °C při maximu 19 °C. Jezero zamrzá přibližně na 155 dní. Rozměry jezera v průběhu času zachycuje tabulka:
| Rok     | Měření prováděl   | Rozloha ha | Délka m | Šířka m | Hloubka max.m | Objem m³  |
| ------- | ----------------- | ---------- | ------- | ------- | ------------- | --------- |
| 1909    | Ludomir Sawicki   | 20,96      | 680     | 479     | 19,6          | [ 3 ]     |
| 1930    | J. Schaffer       | 16,72      | 600     | 444     | 19,7          | [ 3 ]     |
| 1961–67 | pracovníci TANAPu | 19,76      | 640     | 600     | 20            | [ 3 ]     |
| 2005    | Gregor, Pacl      | 19,6700    | [ 3 ]   | [ 3 ]   | 20,3          | 1 299 400 |

## Fauna
V plese se vyskytuje pravděpodobně nejčistší genetická forma síha severního marény, který byl do něj uměle vysazen v roce 1929 a ještě v roce 1986 zde byl označen za druhou nejpočetnější. Počet jedinců ovšem v důsledku aktivit člověka a zvýšené tvorby řas klesal, přičemž tento pokles byl označen za kritický v roce 2001 a v roce 2016 zůstalo posledních několik kusů, takže její vyhynutí je pouze otázkou času. Dále se v jezeře vyskytují pstruh potoční, štika obecná, hlavatka obecná, plotice obecná, okoun říční, jelec jesen.

Historie

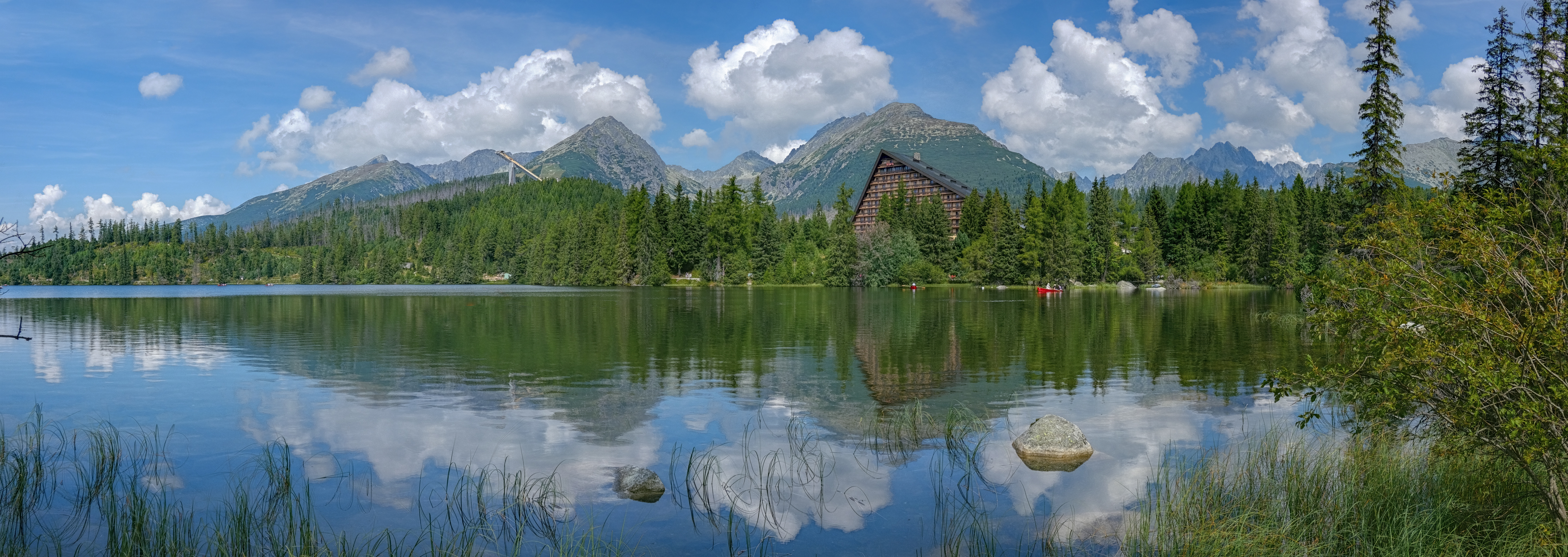
Štrbské pleso – panorama

Pleso patřilo liptovské rodině Szentiványi, od nichž ho v roce 1901 odkoupil uherský stát. Osada Štrbské Pleso na březích jezera vznikla v roce 1872, kdy tu byla postavena první chata. Historické jádro osady leží na čelní moréně mlynického ledovce. Je to nejvýše položená osada na Slovensku. Od roku 1880 zde návštěvníci plují na lodičkách. Od roku 1885 má charakter klimatických lázní.

## Okolí

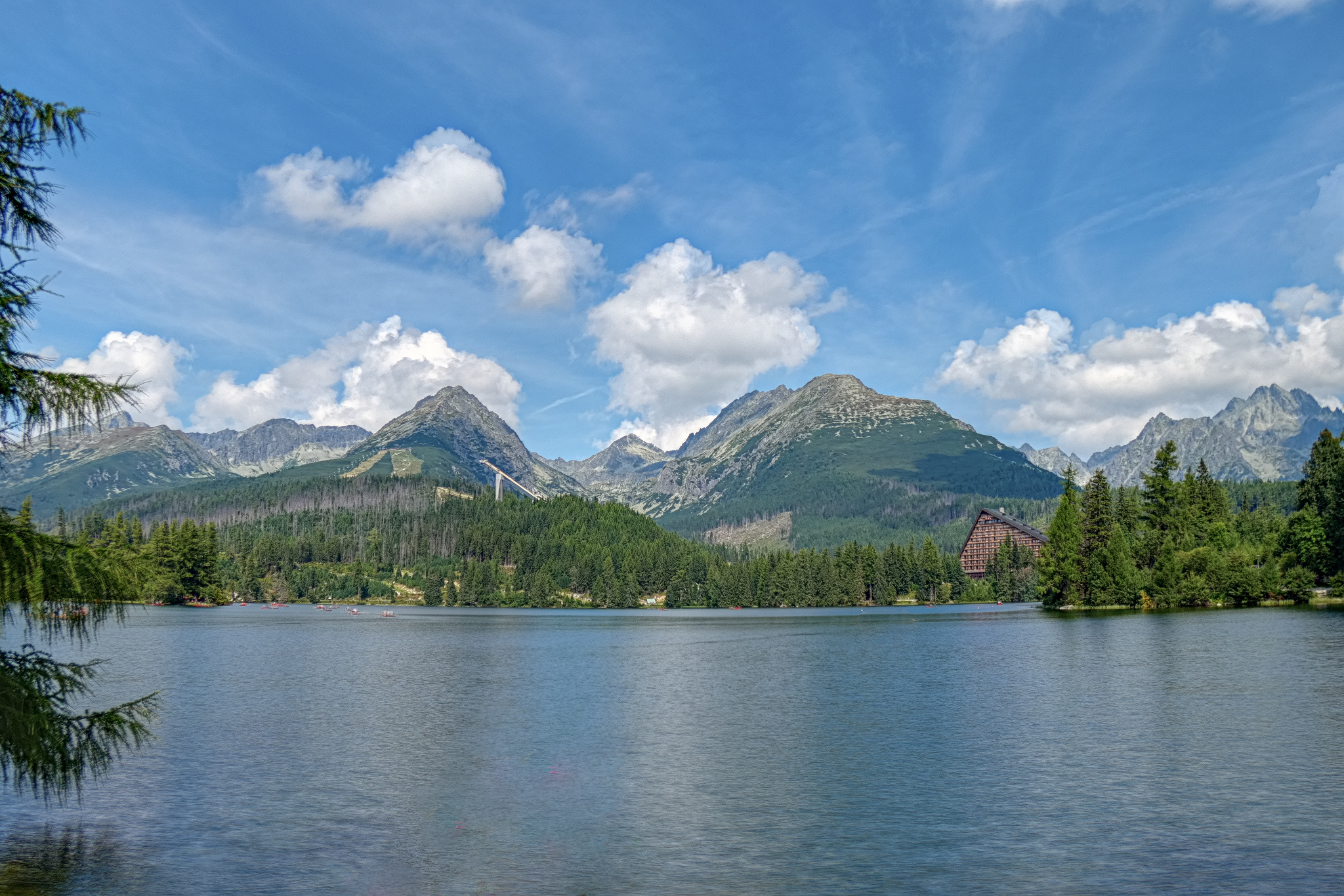
Štrbské pleso

V okolí je sportovní středisko pro severské lyžařské disciplíny, lyžařský areál FIS. Pleso slouží jako východisko túr do Furkotské, Mlynické a Mengusovské doliny. Nad plesem je dolní stanice sedačkové lanovky, která vede na Chatu na Solisku. Kromě lanovky se zde nacházejí ještě další vleky. Nachází se zde stanice Tatranské horské služby. K Popradskému plesu vede naučná stezka mezi Plesom a plesom. Štrbské pleso leží v národní přírodní rezervaci Furkotská dolina. U východního okraje plesa se nachází přírodní rezervace Rašelinisko. Kolem jezera a jeho okolí vede naučná stezka náučný chodník Štrbské Pleso.

## Přístup

### Železnice
- V roce 1896 byla postavena ozubnicová železnice ze Štrby.
- Tratí Tatranské elektrické železnice je spojené se Starým Smokovcem.

### Silnice
- Z Liptovského Hrádku přes Podbanské je to 32 km.
- Z Popradu přes Starý a Nový Smokovec je to 30 km.
- Z Tatranské Štrby je to 7 km.
- Ze Svitu přes Štôlu je to 20 km.

### Pěší přístup
- Po Tatranské magistrále od Popradské plesa (1 hodina letní cestou nebo 1:15 zimní cestou).
- Po Tatranské magistrále od Troch studniček (3:30)
- Po modré turistické značce z Tatranské Štrby (1:45)

## Umění
V roce 1958 bylo pleso ztvárněno na československé poštovní známce s hodnotou 1,20 Kčs a v roce 1996 na dvanáctikorunové slovenské známce.